# Falacia de la planificación

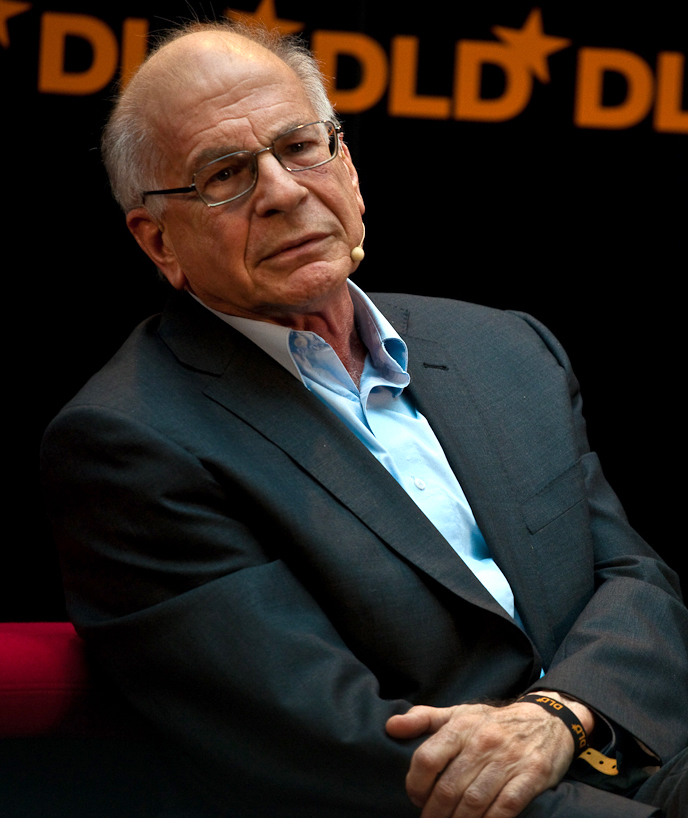
Kahneman ha ampliado la definición original de la falacia de planificación.

La falacia de la planificación consiste en la tendencia a subestimar la cantidad de tiempo que se entiende necesaria para concluir una tarea determinada. Entre los ejemplos de la vida real en política pública, se puede incluir la construcción de la Ópera de Sídney, la cual se desfasó varios años con respecto al cronograma planteado.
En un estudio a 37 estudiantes se les pidió que estimaran el tiempo que ellos necesitarían para terminar su tesis de grado. El promedio estimó que necesitaría 33,9 días. Solo alrededor del 30 % de los estudiantes fueron capaces de completar su tesis de grado en el tiempo que ellos estimaron, mientras que el promedio de tiempo real para la consumación de la tesis fue de 55,5 días. [cita requerida]
Una explicación, focalizada, puede explicar porque no se considera los riesgos fuera del proyecto. Las personas formulan planes para eliminar factores que ellos perciben como riesgos fuera de las especificaciones del proyecto. Adicionalmente, ellos pueden eliminar varios riesgos poco probables de alto impacto porque se piensa que no se van a presentar.
Más prosaicamente, los planificadores tienden a centrarse en el proyecto y sobreestiman o no consideran en las tareas tiempo por enfermedad, vacaciones, reuniones y otras eventualidades “overhead”. Los planificadores tienden a no planear los proyectos a un nivel de detalle que permita la estimación de las tareas individuales, como colocar un ladrillo sobre otro en una pared; lo que aumenta el optimismo y la parcialidad prohíbe el uso de indicadores reales, es como tomar el tiempo promedio de colocación de un ladrillo y multiplicarlo por la cantidad total de ladrillos.
Lovallo y Kahneman (2003) han ampliado la definición original de la falacia de planificación desde ser la tendencia en subestimar los tiempos, costes y riesgos para terminar tareas de futuras acciones y al mismo tiempo sobrestimar los beneficios de acciones similares. Según esta definición, la falacia de la planificación no solo resulta de incurrir en demoras, sino también incurrir en costes excesivos y reducir beneficios.

## Vínculos adicionales
- If you don't want to be late, enumerate: Unpacking reduces the planning fallacy by Justin Kruger and Matt Evans
- On the distinction between yuppies and hippies: Individual differences in prediction biases for planning future tasks by Mark Pezzo, Jordan Litman, and Stephanie Pezzo

- Datos: Q1637631